# Edgar Barreto
Edgar Agustin Barreto Salazar  (Asunción, Paraguay, 15 de julio de 1984) es un exfutbolista paraguayo nacionalizado italiano. Jugaba de mediocampista y su último equipo fue el NEC Nimega de la Eredivisie de los Países Bajos.
Es hermano menor del arquero Diego Barreto.

## Trayectoria
Inició su carrera deportiva en la institución de sus amores Cerro Porteño de Paraguay jugando 55 partidos y anotando 7 goles entre 2002 y 2004. En 2004 pasó al NEC Nijmegen de la Eredivisie, jugando 107 partidos y anotando 13 goles. En 2007 se incorporó a la Reggina de Italia. En este equipo logra jugar entre 2007 y 2009 un total de 71 partidos anotando 6 goles. En 2009 fue transferido a otro equipo del calcio, el Atalanta en donde juega un total de 34 partidos entre 2009 y 2011 anotando 2 goles. A mediados de 2011 se sumó a un nuevo conjunto italiano, esta vez el Palermo.
En julio de 2015 fue trasferido a la Sampdoria de la Serie A, su cuarto equipo en Italia
Durante una entrevista en julio de 2017, Barreto afirmó que no volverá al fútbol Paraguayo debido a cuestions familiares, sin embargo, reconoció que su época en Cerro Porteño fue fundamental para su carrera.
En julio de 2020 regresó al NEC Nimega tras 13 años en el fútbol italiano.

## Selección nacional
Barreto debutó el 8 de junio de 2004 frente a Costa Rica en Arequipa, Perú por la Copa América 2004, formó parte de la selección sub-23 de Paraguay que ganó la medalla de plata en los Juegos Olímpicos de Atenas 2004. Además, jugó en la categoría Sub-20 en la Copa Mundial de Fútbol Juvenil de 2003 y fue parte del plantel que disputó la Copa Mundial de Fútbol de 2006 aunque se vio relegado como suplente de Carlos Bonet en el mencionado campeonato. Luego participa en la Copa América 2007 y en la Copa Mundial de Fútbol de 2010 en donde llegan a la histórica instancia de cuartos de final.
Después de su participación en la Copa del Mundo de Sudáfrica 2010 donde anotó un gol de penal a Japón, fue convocado nuevamente por el entrenador Gerardo Martino para disputar la Copa América 2011 celebrada en Argentina. Allí Paraguay alcanzó la final donde fue derrotado 3-0 por Uruguay terminando una sobresaliente actuación de la mano de Barreto. El 2 de agosto de 2012 renunció a la selección.

### Goles en la Selección
| Goles con la Selección de Paraguay | Goles con la Selección de Paraguay | Goles con la Selección de Paraguay | Goles con la Selección de Paraguay | Goles con la Selección de Paraguay | Goles con la Selección de Paraguay | Goles con la Selección de Paraguay | Goles con la Selección de Paraguay | Goles con la Selección de Paraguay |
| Resultados                         | Resultados                         | Resultados                         | Resultados                         | Lugar                              | Estadio                            | Fecha                              | Tipo                               | Goles                              |
| ---------------------------------- | ---------------------------------- | ---------------------------------- | ---------------------------------- | ---------------------------------- | ---------------------------------- | ---------------------------------- | ---------------------------------- | ---------------------------------- |
| Paraguay                           | 3                                  | 1                                  | Estados Unidos                     | Barinas                            | Estadio La Carolina                | 2 de julio de 2007                 | Copa América 2007                  | 1 gol                              |
| Paraguay                           | 7                                  | 0                                  | Hong Kong                          | Hong Kong                          | Estadio de Hong Kong               | 17 de noviembre de 2010            | Amistoso Copa AET                  | 1 gol                              |

Para un total de 2 goles

### Características de juego
Se caracteriza por su buena recuperación de pelota y buenos remates de media distancia.

### Participaciones en Copas del Mundo
| Mundial                        | Sede      | Resultado        | PJ |
| ------------------------------ | --------- | ---------------- | -- |
| Copa Mundial de Fútbol de 2006 | Alemania  | Primera fase     | 2  |
| Copa Mundial de Fútbol de 2010 | Sudáfrica | Cuartos de final | 2  |

## Clubes
| Club            | País         | Año       |
| --------------- | ------------ | --------- |
| Cerro Porteño   | Paraguay     | 2002-2004 |
| NEC Nimega      | Países Bajos | 2004-2007 |
| Reggina Calcio  | Italia       | 2007-2009 |
| Atalanta B. C.  | Italia       | 2009-2011 |
| U. S. Palermo   | Italia       | 2011-2015 |
| U. C. Sampdoria | Italia       | 2015-2020 |
| NEC Nimega      | Países Bajos | 2020-2022 |

## Estadísticas
| Club                        | Temporada    | Liga | Liga    | Copas nacionales | Copas nacionales | Copas internacionales | Copas internacionales | Total | Total   |
| Club                        | Temporada    | P    | Anotado | P                | Anotado          | P                     | Anotado               | P     | Anotado |
| --------------------------- | ------------ | ---- | ------- | ---------------- | ---------------- | --------------------- | --------------------- | ----- | ------- |
| Cerro Porteño Paraguay      | 2002         | 6    | 0       | –                | –                | –                     | –                     | 6     | 0       |
| Cerro Porteño Paraguay      | 2003         | 20   | 4       | –                | –                | 2                     | 1                     | 22    | 5       |
| Cerro Porteño Paraguay      | Total        | 26   | 4       | 0                | 0                | 2                     | 1                     | 28    | 5       |
| NEC Nijmegen · Países Bajos | 2003/04      | 9    | 0       | 4                | 0                | –                     | –                     | 13    | 0       |
| NEC Nijmegen · Países Bajos | 2004/05      | 25   | 5       | 1                | 0                | –                     | –                     | 26    | 5       |
| NEC Nijmegen · Países Bajos | 2005/06      | 32   | 3       | 6                | 3                | –                     | –                     | 40    | 6       |
| NEC Nijmegen · Países Bajos | 2006/07      | 29   | 2       | 5                | 0                | –                     | –                     | 38    | 2       |
| NEC Nijmegen · Países Bajos | Total        | 95   | 10      | 16               | 4                | 0                     | 0                     | 117   | 13      |
| Reggina Calcio · Italia     | 2007/08      | 36   | 3       | 2                | 1                | –                     |                       | 38    | 4       |
| Reggina Calcio · Italia     | 2008/09      | 32   | 2       | 1                | 0                | –                     |                       | 33    | 2       |
| Reggina Calcio · Italia     | Total        | 68   | 5       | 3                | 1                | 0                     | 0                     | 71    | 6       |
| Atalanta B. C. · Italia     | 2009/10      | 4    | 0       | 1                | 0                | –                     |                       | 5     | 0       |
| Atalanta B. C. · Italia     | 2010/11      | 29   | 2       | 0                | 0                | –                     |                       | 29    | 2       |
| Atalanta B. C. · Italia     | Total        | 33   | 2       | 1                | 0                | 0                     | 0                     | 34    | 2       |
| U. S. Palermo · Italia      | 2011/12      | 34   | 1       | 0                | 0                | –                     |                       | 34    | 1       |
| U. S. Palermo · Italia      | 2012/13      | 30   | 0       | 2                | 0                | –                     | –                     | 32    | 0       |
| U. S. Palermo · Italia      | 2013/14      | 34   | 4       | 0                | 0                | –                     | –                     | 34    | 4       |
| U. S. Palermo · Italia      | 2014/15      | 24   | 2       | 1                | 0                | –                     | –                     | 25    | 2       |
| U. S. Palermo · Italia      | Total        | 122  | 7       | 3                | 0                | 0                     | 0                     | 125   | 7       |
| U. C. Sampdoria · Italia    | 2015/16      | 30   | 0       | 0                | 0                | 2                     | 0                     | 32    | 0       |
| U. C. Sampdoria · Italia    | 2016/17      | 32   | 2       | 1                | 0                | –                     | –                     | 33    | 2       |
| U. C. Sampdoria · Italia    | 2017/18      | 28   | 1       | 2                | 2                | –                     | –                     | 30    | 3       |
| U. C. Sampdoria · Italia    | 2018/19      | 5    | 0       | 1                | 0                | –                     | –                     | 6     | 0       |
| U. C. Sampdoria · Italia    | Total        | 95   | 3       | 4                | 2                | 2                     | 0                     | 101   | 5       |
| Total clubes                | Total clubes | 439  | 31      | 25               | 6                | 4                     | 1                     | 476   | 38      |

## Palmarés

### Torneos nacionales
| Título          | Club          | País     | Año  |
| --------------- | ------------- | -------- | ---- |
| Torneo Apertura | Cerro Porteño | Paraguay | 2004 |

### Torneos internacionales
| Título                               | Club (*)                     | Sede   | Año  |
| ------------------------------------ | ---------------------------- | ------ | ---- |
| Medalla de plata en Juegos Olímpicos | Selección sub-23 de Paraguay | Atenas | 2004 |

(*) Incluyendo la selección.

### Condecoraciones
| Condecoración          | Otorgada por                                      | Año  |
| ---------------------- | ------------------------------------------------- | ---- |
| Condecoración Especial | Fernando Lugo, presidente de Paraguay (2008-2012) | 2010 |